# Sediles
Sediles – gmina w Hiszpanii, w prowincji Saragossa, w Aragonii, o powierzchni 11,71 km². W 2011 roku gmina liczyła 106 mieszkańców.